# Мишич, Живоин
Сэр Живо́ин Ми́шич (серб. Живојин Мишић; 7 января 1855, Струганик — 20 января 1921, Белград) — сербский военачальник, воевода.

## Биография
Образование получил в военном училище в Белграде (1871). Выпущен в пехоту.
Во время сербско-турецкой войны 1876 года командовал Колубарским батальоном, в русско-турецкую войну 1877—1878 годов — ротой 7-го пехотного полка.
Во время сербско-болгарской войны 1885 года — командир роты, батальона. Впоследствии переведен в Генштаб, некоторое время командовал полком, пехотной бригадой, занимал пост начальника штаба дивизионной области.
В 1898—1904 годах преподавал в Военной академии в Белграде, профессор. После военного переворота в мае 1903 года, во время которого был убит король Александр Обренович с женой Драгой и рядом высших офицеров сербской армии, за недовольство возвышением в армии участников убийств был уволен в марте 1904 года в отставку в чине полковника.
В 1907 году вернулся на военную службу. В 1907—1912 и 1913—1914 начальник оперативного отдела Главного Генштаба, командующий дивизионной областью, помощник начальника Генштаба. Во время Балканских войн 1912—1913 годов — помощник начальника штаба Верховного командования.
С объявлением мобилизации в августе 1914 года назначен помощником начальника штаба Верховного командования, но 15 ноября 1914 года переведён на пост командующего 1-й армией. Мишичу принадлежит главная честь победы в битве при Колубаре, повлёкшей за собой разгром австро-венгерской армии и её изгнание с территории Сербии.
Во время отступления в октябре-декабре 1915 года под напором с трёх сторон германских, австро-венгерских и болгарских войск проявил большое мужество и чувство долга. После эвакуации остатков сербской армии на остров Корфу Мишич лечился во Франции и возвратился к своей армии уже в сентябре 1916 года, когда она находилась на Салоникском фронте.
С 1 января 1918 года начальник штаба Верховного командования. Разработчик плана прорыва расположения болгарских войск, осуществлённого в сентябре 1918 года и приведшего к разгрому Болгарии. Был причастен к процессу над «Чёрной рукой».
После войны до конца жизни занимал пост начальника Главного Генштаба Королевства Сербов, Хорватов и Словенцев. Автор трудов по военной истории и тактике.
Кавалер первой степени Звезды Карагеоргия — высшего ордена Сербского Королевства.

## Память
- В 1989 году в Югославии была отчеканена плакета 70-летия Колубарской и Церской битв (серб. Plaketa 70-godišnice Kolubarske i Cerske bitke) с изображением всех четырёх воевод сербской армии — Радомира Путника, Степы Степановича, Живоина Мишича и Петара Бойовича[9].
- В 2004 году в Сербии и Черногории была отчеканена памятная медаль Церской битвы (серб. Spomen medalja Cerske bitke) с изображениями тех же четырёх воевод[10].